# Ghost Bastards (Putain de fantôme)
Cet article possède un paronyme, voir Ghostbusters.
Pour plus de détails, voir Fiche technique et Distribution.
Ghost Bastards (Putain de fantôme) (A Haunted House) est un film américain réalisé par Michael Tiddes, sorti en 2013.

## Synopsis
Malcolm habite dans une maison. Sa petite amie Kisha vient emménager avec lui. Ils se rendent alors rapidement compte que la maison est hantée.

## Fiche technique
- Titre français : Ghost Bastards (Putain de fantôme)
- Titre original : A Haunted House
- Réalisation : Michael Tiddes
- Scénario : Marlon Wayans et Rick Alvarez
- Musique :
- Photographie : Steve Gainer
- Montage : Suzanne Hines
- Décors : Fred Andrews
- Costumes : Ariyela Wald-Cohain
- Production : Rick Alvarez, Marlon Wayans

Producteurs délégués : Lisa Blum, Stuart Ford, Brian Kavanaugh-Jones, Todd King (co), Steven Squillante, James D. Stern
Coproducteur : Michael Tiddes
Producteur associé : Tony Roman
- Sociétés de production : Automatik Entertainment, Baby Way Productions, Cutting Edge, Endgame Entertainment et IM Global
- Distribution :  Open Road Films,  Wild Side Video[1]
- Genre : comédie horrifique et parodique
- Durée : 86 minutes
- Pays d'origine : États-Unis
- Langues originales : anglais et espagnol
- Budget : 2,5 millions de dollars[2]
- Format : couleur - 1.85 : 1 - son : Dolby Digital
- Dates de sortie[3] :
  -  États-Unis : 11 janvier 2013
  -  Canada : 25 janvier 2013 (sortie limitée)
  -  Belgique : 20 février 2013
  -  France : 23 octobre 2013[4] (sortie en vidéo)
- Avertissement : des scènes, des propos ou des images peuvent heurter la sensibilité des spectateurs.

## Distribution
- Marlon Wayans (VF : Diouc Koma) : Malcolm Johnson
- Essence Atkins (VF : Laëtitia Lefebvre) : Kisha Davis
- Cedric the Entertainer (VF : Said Amadis) : le père Doug Williams
- Nick Swardson (VF : Philippe Siboulet) : Chip le médium
- David Koechner (VF : Mathieu Buscatto) : Dan Kearney
- Dave Sheridan (VF : Jean-Philippe Puymartin) : Bob Kearney
- Marlene Forte (VF : Brigitte Virtudes) : Rosa
- Alanna Ubach (VF : Marie Zidi) : Jenny
- Andrew Daly (VF : Lionel Tua) : Steve
- Affion Crockett (VF : Frantz Confiac) : Ray-Ray

## Box-office
Le film est un bon succès au box-office américain avec près de 40 041 683 $ pour un budget de seulement 2,5 millions de dollars.

## Suite
En raison du bon succès au box-office américain, une suite est rapidement envisagée. Le 8 avril 2013, Marlon  Wayans, Open Road et IM Global annoncent la production de A Haunted House 2 et un tournage en juillet 2013. Le 3 mai 2013, la date de sortie est confirmée pour le 28 mars 2014.